# Lô Tùng
Lô Tùng (chữ Hán giản thể: 芦淞区, Hán Việt: Lô Tùng khu) là một quận thuộc địa cấp thị Chu Châu, Cộng hoà Nhân dân Trung Hoa. Quận này nằm ở bờ đông của Tương Giang, bắc giáp Hà Đường, nam và đông giáp Chu Châu, phía tây đối diện với Thiên Nguyên qua sông Tương Nguyên. GDP quận này trong năm 2005 là 6 tỷ nhân dân tệ.
Lô Tùng có diện tích 66,7 km2, dân số năm 2000 là 226.162 người, Chính quyền quận đóng tại đường Lô Tùng.
Lô Tùng được lập ngày 31 tháng 5 năm 1997 có 4 nhai đạo và 3 hương. Tháng 7 cùng năm thì Lô Tùng được điều chỉnh địa giới hành chính. Năm 2004, Lô Tùng có 4 nhai đạo (Kiến Thiết, Kiến Ninh, Đổng Gia Đoạn), 3 hương (Kiến Ninh, Ngũ Lý Đôn, Khúc Xích).
Ngày 24 tháng 1 năm 2005, xoá bỏ hai hương Kiến Ninh và Khúc Xích, nhập hai hương này (trừ thôn Chu Điền Phố) nhập vào nhai đạo biện sự xứ Kiến Ninh, còn thôn Chu Điền Phố nhập vào hương Ngũ Lý Đôn.